# Anoba tessellata
Anoba tessellata är en fjärilsart som beskrevs av Moore 1867. Anoba tessellata ingår i släktet Anoba och familjen nattflyn. Inga underarter finns listade i Catalogue of Life.